# Belcastel (Aveyron)

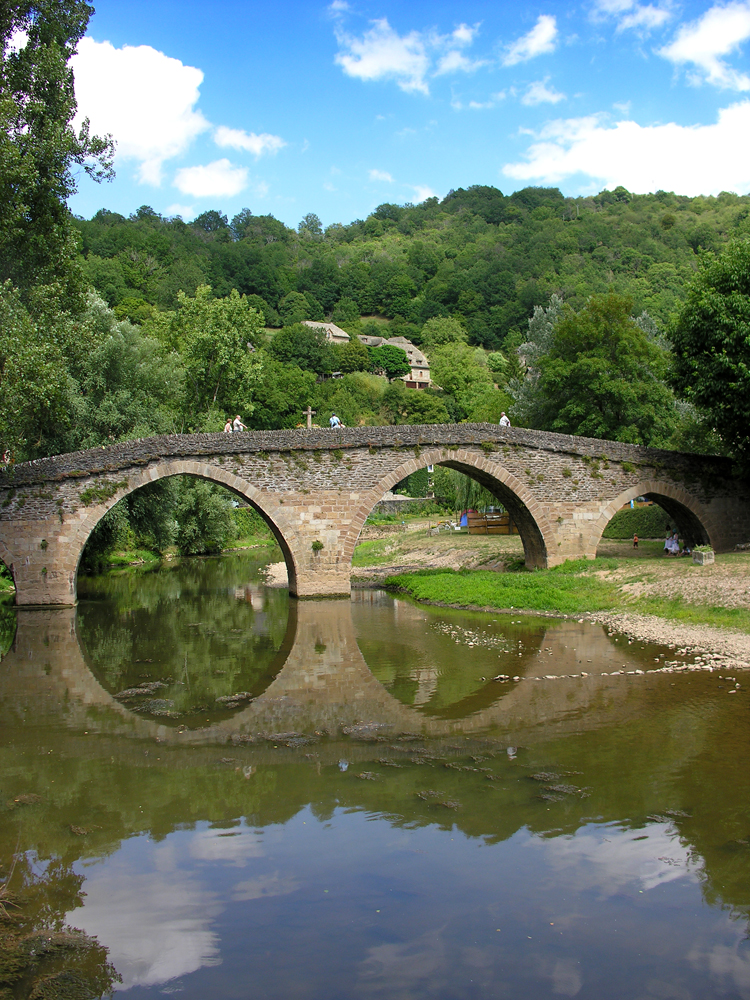
Puente de Belcastel.

Belcastel es una comuna francesa del departamento del Aveyron en la región de Occitania, situada en un valle a las orillas del río que da nombre al departamento.
Se trata de un pueblo con abundante patrimonio medieval entre el que destaca su castillo que le vale estar clasificado en la categoría de les plus beaux villages de France.

## Demografía
| 281 | 280 | 266 | 249 | 245 | 251 | 234 |
| Para los censos de 1962 a 1999 la población legal corresponde a la población sin duplicidades (Fuente: INSEE [Consultar]) |     |     |     |     |     |     |